# Network Audio System
Das Network Audio System (NAS) ist ein transparentes Client-Server-Audio-System.
Es wurde ursprünglich von dem Unternehmen Network Computing Devices (NCD) entwickelt. Es ist bereits auf vielen Plattformen implementiert worden.
NAS ist für Audio so etwas wie der X-Server für Grafik. Es kann überall dort eingesetzt werden, wo Ton vom entfernten Rechner aus auf dem lokalen Rechner abgespielt werden soll. Zweckmäßigerweise wird also von einer entfernt gestarteten Anwendung sowohl die Anzeige (Umgebungsvariable DISPLAY) als auch der Ton (Umgebungsvariable AUDIOSERVER) auf den Rechner des Benutzers umgeleitet. Die folgenden Eigenschaften erlauben aber auch einen anderen Einsatz als den ursprünglich geplanten.

## Eigenschaften
- Hardwareunabhängiger Ton übers Netzwerk
- Viele Tonformate
- Cachen von Audio im Server für schnelles Abspielen
- Mischen und Manipulieren von Ton möglich
- Gleichzeitiges Benutzen der Soundkarte von mehreren Programmen (auch mit jeweils unterschiedlichen Tonformaten). Im Gegensatz zu Enlightened Sound Daemon oder Phonon ist NAS nicht an einen bestimmten Fenstermanager gebunden.
- Freie Lizenz

## Architektur
Auf dem Rechner des Benutzers wird der Server gestartet. Die entfernte Anwendung wird mittels der Umgebungsvariablen darüber informiert, an welchen X-Server sie sich binden und zu welchem Audioserver sie Tondaten senden soll. Die Anwendung muss dazu mit den Bibliotheken von NAS kompiliert sein, eine entsprechende Option bieten viele Anwendungen bereits an. Andere können mittels einer vorgeladenen Bibliothek, welche die Zugriffe auf die Soundkarte zum Audioserver umleitet, genutzt werden.